# Östra Fisksjön
Östra Fisksjön är en sjö i Ragunda kommun i Jämtland och ingår i Indalsälvens huvudavrinningsområde. Sjön har en area på 0,456 kvadratkilometer och ligger 338,9 meter över havet. Sjön avvattnas av vattendraget Kvarnån.

## Delavrinningsområde
Östra Fisksjön ingår i det delavrinningsområde (699747-148457) som SMHI kallar för Utloppet av Östra Fisksjön. Medelhöjden är 383 meter över havet och ytan är 2,73 kvadratkilometer. Räknas de 3 avrinningsområdena uppströms in blir den ackumulerade arean 37,62 kvadratkilometer. Kvarnån som avvattnar avrinningsområdet har biflödesordning 2, vilket innebär att vattnet flödar genom totalt 2 vattendrag innan det når havet efter 168 kilometer. Avrinningsområdet består mestadels av skog (76 procent). Avrinningsområdet har 0,45 kvadratkilometer vattenytor vilket ger det en sjöprocent på 16,6 procent.